# Le Cardonnois

Le Cardonnois este o comună în departamentul Somme, Franța. În 1 ianuarie 2022 avea o populație de 71 de locuitori.